# American Pickers, chasseurs de trésors
American Pickers, chasseurs de trésors (American Pickers) est une émission de téléréalité américaine diffusée depuis 18 janvier 2010 sur la chaîne de télévision américaine History.
En France, l'émission est diffusée depuis le 21 avril 2015 sur CStar ainsi que sur la chaîne Planète+.
Il y a de temps en temps des « connexions », des rencontres avec les intervenants des émissions « Rick restaure tout ! » et « Pawn Stars (les rois des enchères) » de Las Vegas.

## Concept
« Je m'appelle Mike Wolfe. Et moi, Frank Fritz. Nous sommes brocanteurs. Nous arpentons les petites routes américaines à la recherche de trésors cachés, en espérant trouver des objets extraordinaires oubliés dans les garages et les granges. Les vieilles reliques d'hier feront notre profit de demain. Nous achetons tout ce qui est susceptible de nous rapporter de l'argent. Chaque article que l'on acquiert est rempli d'histoire, et les gens que nous rencontrons sont dans une classe à part. Notre vie, c'est de raconter l'histoire des États-Unis... un objet à la fois ! »

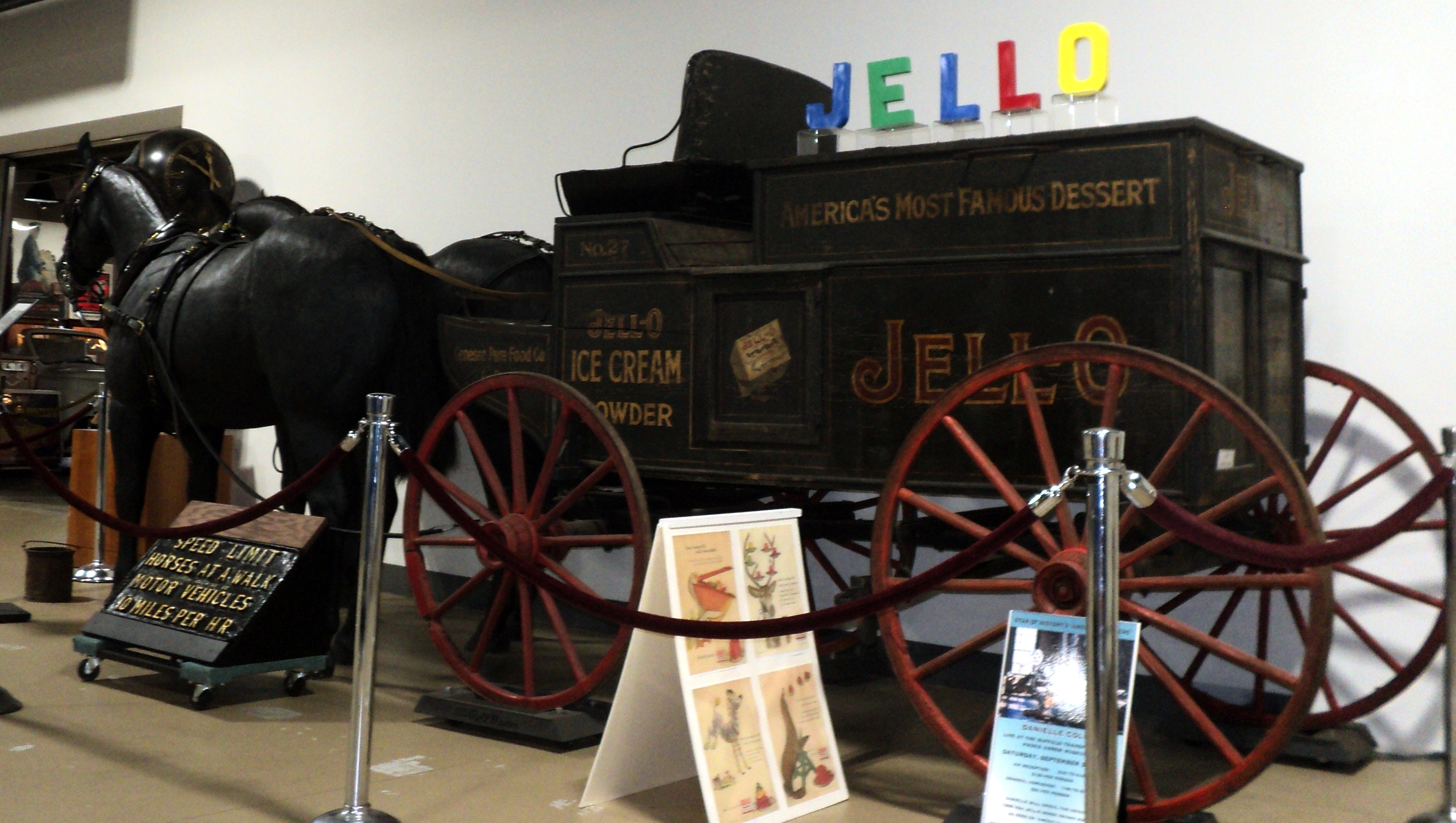
Chariot utilisé par le fabricant du Jell-O pour transporter le produit; sauvé par les Pickers en 2017, maintenant au Pierce-Arrow Museum à Buffalo, New York.

L'émission suit Mike Wolfe et Frank Fritz, deux chineurs professionnels qui voyagent à travers les États-Unis, pour l'achat (« picking » en anglais, d'où le titre du programme) de divers articles soit pour la revente, pour les clients, ou parfois leurs propres collections personnelles. En l'absence de Frank, c'est Robbie, le frère de Mike, qui le remplace.
Ils explorent des maisons, des granges, des hangars, des dépendances, et autres lieux des gens où sont stockés antiquités et objets de collection. Ils démarchent les collectionneurs occasionnels, acheteurs compulsifs, ainsi que les gens qui ont hérité de collections écrasantes.
Parmi les personnes à qui ils rendent visite à la recherche d'antiquités, certaines sont atteints de syllogomanie.
Danielle Colby dirige le bureau de l'entreprise de Wolfe, « Antique Archaeology », à partir de leur dépôt-vente à LeClaire, Iowa.
Dans l'épisode 15 de la saison 17 de la série NCIS : Enquêtes spéciales, Gibbs et Ducky regardent l'émission à la télévision et le présentateur Mike Wolfe fait aussi un caméo durant cet épisode.
Frank Fritz meurt à l'âge de 60 ans le 30 septembre 2024 de séquelles tardives d'un infarctus cérébral
Mike Wolfe posséde deux boutiques « Antique Archaelogy » : La plus ancienne, 115 1/2 Davenport Streer à LeClaire, IA 52753 (41°35'45.13"N - 90°20'40.87"O) ; la seconde 1300 Clinton St., Suite 130 (Marathon Village), Nashville, TN 37203 (36°09'52.10"N -  86°47'46.04"O).
Frank Fritz était propriétaire, avant son décès, d'une boutique « Frank Fritz Finds » 324 Main Street Savanna IL (42° 5'38.53"N - 90°09'23.33"O)

## Émissions
| Saison | Saison | Épisodes | Début            | Fin               |
| ------ | ------ | -------- | ---------------- | ----------------- |
|        | 01     | 12       | 18 janvier 2010  | 5 avril 2010      |
|        | 02     | 13       | 1er juin 2010    | 11 octobre 2010   |
|        | 03     | 13       | 6 décembre 2010  | 11 avril 2011     |
|        | 04     | 12       | 1er juin 2011    | 26 septembre 2011 |
|        | 05     | 13       | 28 novembre 2011 | 5 mars 2012       |
|        | 06     | 10       | 9 avril 2012     | 9 juillet 2012    |
|        | 07     | 12       | 13 août 2012     | 17 décembre 2012  |
|        | 08     | 9        | 14 janvier 2013  | 11 mars 2013      |
|        | 09     | 12       | 27 mai 2013      | 19 août 2013      |
|        | 10     | 13       | 9 octobre 2013   | 24 décembre 2013  |
|        | 11     | 15       | 8 janvier 2014   | 11 juin 2014      |
|        | 12     | 14       | 30 juillet 2014  | 17 décembre 2014  |
|        | 13     | 24       | 14 janvier 2015  | 9 septembre 2015  |
|        | 14     | 19       | 14 octobre 2015  | 2 mars 2016       |
|        | 15     | 12       | 4 mai 2016       | 10 août 2016      |
|        | 16     | 20       | 3 octobre 2016   | 5 avril 2017      |
|        | 17     | 11       | 10 avril 2017    | 24 juillet 2017   |
|        | 18     | 13       | 17 octobre 2017  | 12 mars 2018      |
|        | 19     | 23       | 9 avril 2018     | 26 novembre 2018  |
|        | 20     | 24       | 21 janvier 2019  | 9 septembre 2019  |
|        | 21     | 21       | 21 octobre 2019  | 3 août 2020       |
|        | 22     | 23       | 25 janvier 2021  | 6 septembre 2021  |
|        | 23     | 20       | 1er janvier 2022 | 17 septembre 2022 |
|        | 24     | 18       | 4 janvier 2023   | 23 août 2023      |

## Épisodes

### Saison 01 (2010)
1. Gros nounours (Big Bear)
2. Un super scooter (Super Scooter)
3. Un château au milieu d'une ferme (White Castle On The Farm)
4. Une pompe introuvable (Invisible Pump)
5. Le Retour du disjoncteur (Back Breaker)
6. Mole Man (Mole Man)
7. Le Pari de Franck (Frank's Gamble)
8. 5 hectares d'ordures (5 Acres Of Junk)
9. Titre français inconnu (Bigfoot In Alabama)
10. Titre français inconnu (Know When To Fold)
11. Titre français inconnu (Fill'er Up)
12. Titre français inconnu (Leland's Cafe)

### Saison 02 (2010)
1. L'Art du deal (Art Of The Deal)
2. Le Piège du copain (Buddy's Booby Trap)
3. La Mine d'or de Gordon (Gordon's Gold Mine)
4. Un opérateur régulier (Smooth Operators)
5. Prendre le bateau (Getting The Boot)
6. Des cavaliers aisés (Easy Riders)
7. Des choix psychiques (Psychic Pickings)
8. Une ville d'animaux empaillés  (One Pony Town)
9. Hobo jack (Hobo Jack)
10. Laurel & Hardy (Laurel And Hardy)
11. Le Retournement de Franck (Frank Flips)
12. La Réparation de Mike (Mike's Breakdown)
13. Titre français inconnu (Pint-Sized Picker)

### Saison 03 (2010-2011)
1. Titre français inconnu (A Banner Pick)
2. Danielle va chiner (Danielle Goes Picking)
3. Qu'est-ce qu'il y a dans la boîte? (What's In The Box ?)
4. La fièvre Fairlane (Fairlane Fever)
5. Chaud devant (Too Hot To Handle)
6. Titre français inconnu (Trading Up)
7. Pris en chasse (The Emu Chase)
8. Titre français inconnu (Keep Out !)
9. Titre français inconnu (They Boldly Go)
10. Le Possum Trot (The Possum Trot)
11. California Dreamin' (California Dreamin')
12. Le coup de maître de Frank (Frank's Big Shot)
13. Le Challenge de NASCAR (NASCAR Challenge)

### Saison 04 (2011)
1. Guerre de sécession (Civil War Pickings)
2. La Réserve indienne (An Indian Reunion)
3. Comme dans un rêve (Airstream Dream)
4. Le Défi des rois des enchères (The Pick, The Pawn, And The Polish)
5. La Boite de Pandore (Pandoras Box)
6. Frank se charge de tout (Frank Bears All)
7. Pinball Mania (Pinball Mania)
8. Tout doit disparaître (Frank's Pacemaker)
9. Urban Cowboys (Urban Cowboys)
10. Un site archéologique de l'automobile (Automotive Archaeology)
11. Motor City (Motor City)
12. Un humour de collégien (8th Grade Humor)

### Saison 05 (2011-2012)
1. Retour à l'ère du Jurassique (Jurassic Pick)
2. Les Frissons pas si bon marché (Not So Cheap Thrills)
3. Cueillette miraculeuse (Pickin' Perry-dise)
4. Le Chat fou (The Mad Catter)
5. La chasse aux trésors (Fast Eddie)
6. Que se passe-t-il à Sturgis ? (What Happens In Sturgis...)
7. Un éléphant dans la pièce (The Elephant In The Room)
8. Picker man blues (Picker Man Blues)
9. Titre français inconnu (Frank's Dog Days)
10. Temps de crise (Odd Fellas)
11. Quand les chevaux volent (When Horses Fly)
12. Idiots (Knuckleheads)
13. La Danse du ventre (The Belly Dance)

### Saison 06 (2012)
1. Jouets pour garçon (Boys' Toys)
2. Le Retour de Hobo Jack (The Return Of Hobo Jack)
3. Le Saint-Graal de Mike (Mike's Holy Grail)
4. À la recherche des querelles (Feudin' Pickers)
5. Ticket gagnant (Duck, Duck Moose)
6. En conduisant Miss Dani (Driving Miss Dani)
7. C'est maman qui le connaît le mieux (Mama Knows Best)
8. Aime-les et quitte-les (Love 'Em And Leave 'Em)
9. Pas mieux (You Betcha)
10. La Route du samouraï (Backroad Samurai)

### Saison 07 (2012)
1. Déraillement (Train Wreck)
2. Où est Aldo ? (Where's Aldo ?)
3. Les Pikers dans le grenier (Pickers In The Attic)
4. Les Gars et les maisons de poupées (Guys and Dollhouses)
5. Des guitares et des fusils (Guitars, Guns, And Gears)
6. Qu'est-ce qui se passe à Sturgis? (Sturgis or Bust)
7. À la recherche de super-héros (Picking Superheroes)
8. Le Duc d'huile (Duke of Oil)
9. Changement de coéquipier (Substitute Picker)
10. À plein régime (Full Steam Ahead)
11. Titre français inconnu (Dial F for Fritz)
12. Titre français inconnu (Woody Wood Picker)

### Saison 08 (2013)
1. Le Docteur Evermor (The Doctor Is In)
2. L'Erreur à 1 million de dollars (The Million Dollar Mistake)
3. La Ferme hantée (Haunted Honeyhole)
4. Les femmes savent mieux (Ladies Know Best)
5. La Californie en streaming (California Streaming)
6. Titre français inconnu (California Gold Mine)
7. Titre français inconnu (California Kustom)
8. Titre français inconnu (Hometown Pickin)
9. Titre français inconnu (Cheap Pick)

### Saison 09 (2013)
1. Le risque royal (The Royal Risk)
2. Titre français inconnu (Step Right Up)
3. Titre français inconnu (Deuce Digging)
4. Titre français inconnu (Pinch Picker)
5. Titre français inconnu (Cowboys and Cobwebs)
6. Titre français inconnu (White Knuckles)
7. Titre français inconnu (Bad Mother Shucker)
8. Titre français inconnu (Traders of the Lost Parts)
9. Inverser la malédiction (Reverse the Curse)
10. Titre français inconnu (Going Hollywood)
11. Vente en Louisiane (Louisiana Purchase)
12. Prendre les choses avec le sourire (Grin and Bear It)

### Saison 10 (2013)
1. Un job italien (1/2) (The Italian Job: Part 1)
2. Un job italien (2/2) (The Italian Job: Part 2)
3. Impasse sicilienne (Sicilian Standoff)
4. Appel londonien (London Calling)
5. Offrir ou voler  (Pick or Treat)
6. Pour Dani, il y a anguille sous roche (Dani Smells a Rat Rod)
7. Pénible Texas (Tough Texas)
8. Vente de charité (Picking It Forward)
9. Cammy Camaro (Cammy Camaro)
10. Une vie mouvementée (Lead of a Lifetime)
11. Bonnie, Clyde et le roi (Bonnie, Clyde and the King)
12. Le Labyrinthe de Pam (Pam's Labyrinth)
13. Titre français inconnu (American Pickers: Off The Road)

### Saison 11 (2014)
1. Les granges et ses hangars d'un ancien pompier brocanteur (The Einstein Gamble)
2. Le magasin de costumes de Nicky (KISS and Sell)
3. La rançon du King (The Kings Ransom)
4. Pour quelques dollars de plus (For a Few Dollars More)
5. Une montagne de désordre (Mountain Mayhem)
6. Une niche à trésors (The Mega-Pick)
7. Le Saint Graal de Frank (Frank's Holy Grail)
8. Titre français inconnu(Backroad Barnstorming)
9. La légende de l'indien perdu (Legend of the Lost Indian)
10. Le négociateur (Enter the Negotiator)
11. Titre français inconnu (Mad as a Picker)
12. Titre français inconnu (Captain Quirk)
13. Titre français inconnu (Sweet Home Alabama)
14. Besoin de vitesse (Need for Speed)
15. Titre français inconnu (Shock Value)

### Saison 12 (2014)
1. Titre français inconnu (Alien vs. Picker)
2. Titre français inconnu (Raze the Roof)
3. Jouets pour grands enfants (Big Boy Toys)
4. Titre français inconnu (Plymouth Rocks)
5. L'homme fusée (Rocket Man)
6. L'état de Virginie est fait pour les collectionneurs (Virginia Is for Pickers)
7. Plus on en fait (The More You No)
8. Titre français inconnu (Thunderdome)
9. Les voitures Auburn (Auburned Out)
10. Si tu me parles bien (If You Talk Nice to Me)
11. Sois Frank (Let's Be Frank)
12. Le match de la rancune (Grudge Match)
13. Escapade à moteur (Escape to Motor Mountain)
14. Tout doit disparaître (Everything Must Go)

### Saison 13 (2015)
1. L'homme du musée (Museum Man)
2. Le grand Moe (Big Moe)
3. Que la Ford soit avec toi[5] (May the Ford Be With You)
4. Une sélection d'objet ou des œufs de ferme (The Pickin' or the Egg)
5. Un laisser-aller (Let It Go)
6. Les maniaques (The Maineiacs)
7. De A à T (From A to T)
8. Grange rouge et groupe de musique (Red Barn, Black Keys)
9. Une forte pluie arrive (A Hard Rain's Gonna Fall)
10. Titre français inconnu (Texas Hold 'Em)
11. Titre français inconnu (Great Minds Ink Alike)
12. Titre français inconnu (The Big Bet)
13. Titre français inconnu (Good & Evel)
14. Titre français inconnu (The Numbers Game)
15. Titre français inconnu (The Georgia Gambler)
16. Titre français inconnu (The Empire Picks Back)
17. Titre français inconnu (Red, White and Blues)
18. Titre français inconnu (The Bundle Brothers)
19. Titre français inconnu (Space Oddities)
20. Titre français inconnu (Daredevil Duffey)
21. Titre français inconnu (Law & Hoarder)
22. Titre français inconnu (From Coupe to Nuts)
23. Titre français inconnu (Coin-Op Kings)
24. Titre français inconnu (A Man's Home Is His Castle)

### Saison 14 (2015-2016)
1. Tel père, telle fille (Like Father, Like Daughter)
2. Titre français inconnu (Can't Catch A Break)
3. Le superfan (The Superfan)
4. Titre français inconnu (Oddities & Commodities)
5. Titre français inconnu (Beetle in a Haystack)
6. Les plus grands achats (Biggest Buys)
7. Titre français inconnu (Best of the 60's)
8. Titre français inconnu (Best of the 70's)
9. Titre français inconnu (Toughest Digs)
10. Titre français inconnu (Have Yourself a Merry Pickers Christmas)
11. Titre français inconnu (Who's the Rarest of Them All?)
12. Encore sur la route (On the Road Again)
13. Titre français inconnu (What's Inside the Vault?)
14. Titre français inconnu (This One stings)
15. Speedo dit non à tout (Full Speedo Ahead)
16. Jackpot pour Jersey (Jersey's Jackpot)
17. Junkman à la rescousse (A Few Good Junk Men)
18. L'anniversaire de Frank (Frank's Birthday)
19. Titre français inconnu (Signs of a Struggle)

### Saison 15 (2016)
1. Un colonel de vérité (A Colonel of Truth)
2. Tick Tock Pick (Tick Tock Pick)
3. On a fait un marché sur la lune (One Giant Pick for Mankind)
4. L'usine du Dr P. (Picked a Peck of Pepper)
5. Titre français inconnu (Scrappy Go Lucky)
6. Titre français inconnu (No Stoner Left Unturned)
7. Titre français inconnu (Slim Pickings)
8. Avions,cadres et tacots (Planes, Frames and Automobiles)
9. Hymne à la trompette (The Joy of Sax)
10. Titre français inconnu (Pickers of Code)
11. Titre français inconnu (Another Brick in the Wall)
12. Titre français inconnu (Bucking Bronco)

### Saison 16 (2016-2017)
1. Titre français inconnu (Tough Nut to Crack)
2. Titre français inconnu (Sgt. Pickers's Lonely Hearts Club)
3. Titre français inconnu (Bound for Badness)
4. Titre français inconnu (Twin at all Costs)
5. Titre français inconnu (Shocked and Loaded)
6. Titre français inconnu (High Energy Crisis)
7. Titre français inconnu (Going Down?)
8. Titre français inconnu (The Greatest Pick on Earth)
9. Titre français inconnu (Hidden in Plane Sight)
10. Titre français inconnu (Hydro Homestead)
11. Titre français inconnu (Time Warp)
12. Titre français inconnu (Concrete Jungle)
13. Titre français inconnu (Risks and Rewards)
14. Titre français inconnu (Rock and a Hard Place)
15. Titre français inconnu (Catch-32)
16. Titre français inconnu (Beer Factor)
17. Titre français inconnu (Divide and Conquer)
18. Titre français inconnu (Top Cars)
19. Titre français inconnu (Down & Dirty Digs)
20. Titre français inconnu (Super Sized Buys)

### Saison 17 (2017)
1. Titre français inconnu (The $90000 Question)
2. Titre français inconnu (The Great Pumpkin Showdown)
3. Titre français inconnu (My Sweet Ford)
4. Titre français inconnu (Hello Jell-O)
5. Titre français inconnu (Tunnels and Treasures)
6. Titre français inconnu (Something Weird Here)
7. Titre français inconnu (Hot Rod Hero)
8. Titre français inconnu (Queen of Fortune)
9. Titre français inconnu (Woody's Picking Paradise)
10. Titre français inconnu (Superhero Heaven)
11. Titre français inconnu (American Dream)

### Saison 18 (2017)
1. Titre français inconnu (Mike's Big Buy)
2. Titre français inconnu (Real Knuckleheads)
3. Titre français inconnu (40 Acre Pick)
4. Titre français inconnu (Pedal Pushers)
5. Titre français inconnu (Frank's Big Day)
6. Titre français inconnu (Hyder's Hideaway)
7. Titre français inconnu (Rat rod Rolls)
8. Titre français inconnu (The Mother Load)
9. Titre français inconnu (Double Bubble Trouble)
10. Titre français inconnu (The Jersey Jaguar)
11. Titre français inconnu (Ripe for the Picking)
12. Titre français inconnu (Junkyard Wizard)
13. Titre français inconnu (Slam Dunk Junk)

### Saison 19 (2018)
1. Titre français inconnu (Adrenaline Junkie)
2. Titre français inconnu (Cowzilla in Colorado)
3. Titre français inconnu (One of Everything)
4. Titre français inconnu (Ready to Roar)
5. Titre français inconnu (Ready to Race)
6. Titre français inconnu (Space Ranger)
7. Titre français inconnu (Snow Job)
8. Titre français inconnu (Frank's Folly)
9. Titre français inconnu (Million-Dollar Cars)
10. Titre français inconnu (Big Money Racer)
11. Titre français inconnu (Texas Treasures)
12. Titre français inconnu (Texas Pick'em)
13. Titre français inconnu (Roll Like a Rock Star)
14. Titre français inconnu (Big Tennessee Welcome)
15. Titre français inconnu (Bubba Gump Picks)
16. Titre français inconnu (Eyes on the Prize)
17. Titre français inconnu (The Doctor is Waiting)
18. Titre français inconnu (Pickin' for the Fences)
19. Titre français inconnu (Mighty Micro-Madness)
20. Titre français inconnu (One Wheel Deal)
21. Titre français inconnu (High Flying Pick)
22. Titre français inconnu (Hard Bargain Picks)
23. Titre français inconnu (Pickers Like it Hot)

### Saison 20 (2019)
1. Titre français inconnu (Pick Your Battle)
2. Titre français inconnu (The Great Pick Off)
3. Titre français inconnu (Picker's Dozen)
4. Titre français inconnu (Presidential Picks)
5. Titre français inconnu (Pick Like a Honey Badger)
6. Titre français inconnu (Raiders of the Lost Pick)
7. Titre français inconnu (Rock'n'Roll Heaven)
8. Titre français inconnu (Pick This Way)
9. Titre français inconnu (The Michigan Madman)
10. Titre français inconnu (The Mysterious Madame X)
11. Titre français inconnu (Space Invaders Smackdown)
12. Titre français inconnu (Frank Meet Brank)
13. Titre français inconnu (Van-Tastic)
14. Titre français inconnu (Corvette King)
15. Titre français inconnu (Alabama Rolls)
16. Titre français inconnu (Aerosmith Van)
17. Titre français inconnu (Georgia On My Mind)
18. Titre français inconnu (Double DeLorean Delight)
19. Titre français inconnu (Freaky Florida)
20. Titre français inconnu (California Picking)
21. Titre français inconnu (Say Sohio)
22. Titre français inconnu (Hollywood Honey Hole)
23. Titre français inconnu (Knuckelhead Frank)
24. Titre français inconnu (Tick Tock Frank)

### Saison 21 (2019)
1. Titre français inconnu (Picking Through the Ashes)
2. Titre français inconnu (Jolene, Jolene)
3. Titre français inconnu (Dani Goes East)
4. Titre français inconnu (Double Barn Bonanza)
5. Titre français inconnu (Wolves in Picker's Clothes)
6. Titre français inconnu (Mr. Whizzer)
7. Titre français inconnu (A Bronx Tale)
8. Titre français inconnu (Dani's Picker-versary)
9. Titre français inconnu (Midwest Mayhem)
10. Titre français inconnu (Pickin' Safari)
11. Titre français inconnu (Motor Mania)
12. Titre français inconnu (Back Road Buys)
13. Titre français inconnu (Burlesque Queen)
14. Titre français inconnu (Cruisin')
15. Titre français inconnu (Young Grasshopper)
16. Titre français inconnu (Chopper King)
17. Titre français inconnu (The Ghost of the West)
18. Titre français inconnu (Moonshine and Motors)
19. Titre français inconnu (Georgia Wonderland)
20. Titre français inconnu (Zephyrville)
21. Titre français inconnu (Desert Gold Rush)

### Saison 22 (2021)
1. Titre français inconnu (Pumps, Prints and Picks)
2. Titre français inconnu (Hidden Harley)
3. Titre français inconnu (Smoking Hot Chevy)
4. Titre français inconnu (Country Queen)
5. Titre français inconnu (Burgers and Ballrooms)
6. Titre français inconnu (Bombshells and Silk)
7. Titre français inconnu (Brothers and Burlesque)
8. Titre français inconnu (Hollywood Hot Rods)
9. Titre français inconnu (A Record Deal)
10. Titre français inconnu (Rock n Go)
11. Titre français inconnu (Hollywood in Texas)
12. Titre français inconnu (Big Tex)
13. Titre français inconnu (Fort Knox of Toys)
14. Titre français inconnu (Picking Nirvana)
15. Titre français inconnu (Return on the Impala)
16. Titre français inconnu (Racy Relics)
17. Titre français inconnu (Fiddles and Picks)
18. Titre français inconnu (Paradise Picking)
19. Titre français inconnu (Secrets of the Hotel)
20. Titre français inconnu (Radioactive Rust)
21. Titre français inconnu (Homestead Honey Hole)
22. Titre français inconnu (Coal Gold)
23. Titre français inconnu (Joyridin' Pick)

### Saison 23 (2022)
1. Titre français inconnu (Skateboards and Gutter Balls)
2. Titre français inconnu (Country Road Gold)
3. Titre français inconnu (Movie Magic Picking)
4. Titre français inconnu (The King of Signs)
5. Titre français inconnu (Cadillac Man)
6. Titre français inconnu (Picking Frisco)
7. Titre français inconnu (Picture Perfect Pick)
8. Titre français inconnu (High Speed Picking)
9. Titre français inconnu (Pinball Jack)
10. Titre français inconnu (Wolves in Wisconsin)
11. Titre français inconnu (Searching in Selma)
12. Titre français inconnu (Shelby in the Barn)
13. Titre français inconnu (Rocket Bay Round-Up)
14. Titre français inconnu (Pool Hall Picking)
15. Titre français inconnu (Flea Market Junkie)
16. Titre français inconnu (The Alabama Slamma)
17. Titre français inconnu (Knucklehead Blue)
18. Titre français inconnu (Big Bucks Bubbles)
19. Titre français inconnu (The Wizard's Castle)
20. Titre français inconnu (Naughty and Nice)

### Saison 24 (2023)
1. Titre français inconnu (Picking Larry Land)
2. Titre français inconnu (Jack is Back)
3. Titre français inconnu (Small Towns, Big Picking)
4. Titre français inconnu (Wolfes Go West)
5. Titre français inconnu (Corvette Me Not)
6. Titre français inconnu ($135,000 Pick)
7. Titre français inconnu (Junkyard Jewels)
8. Titre français inconnu (Gladiators of the Track)
9. Titre français inconnu (It's a Woody)
10. Titre français inconnu (Detroit Dreaming)
11. Titre français inconnu (Little Shop of Wonders)
12. Titre français inconnu (Prince of the Subway)
13. Titre français inconnu (Baron of the Skies)
14. Titre français inconnu (Mega Pick Madness)
15. Titre français inconnu (Kingdom of Lost jUnk)
16. Titre français inconnu (Beware the Deere)
17. Titre français inconnu (King of Salvage)
18. Titre français inconnu (Picking The Godfather)